# Rừng tràm Tân Tuyến
Rừng tràm Tân Tuyến là khu rừng tràm ngập nước ở xã Tân Tuyến, huyện Tri Tôn, tỉnh An Giang. Tên đầy đủ là Khu bảo vệ cảnh quan rừng tràm Tân Tuyến. Trong khu rừng ngập nước này có hệ thống cầu ván gỗ để đi lại, với tổng chiều dài lên đến 5.000 m.

## Vị trí
Rừng tràm Tân Tuyến thuộc địa bàn xã Tân Tuyến, huyện Tri Tôn, tỉnh An Giang, phía Đông giáp ấp Tân An, ấp Tân Đức và kênh 10, phía Tây giáp tiểu khu 30C thuộc ấp Tân Đức, phía Nam giáp kênh 4, phía Bắc giáp Tỉnh lộ 943 và kênh Huệ Đức.

## Tự nhiên

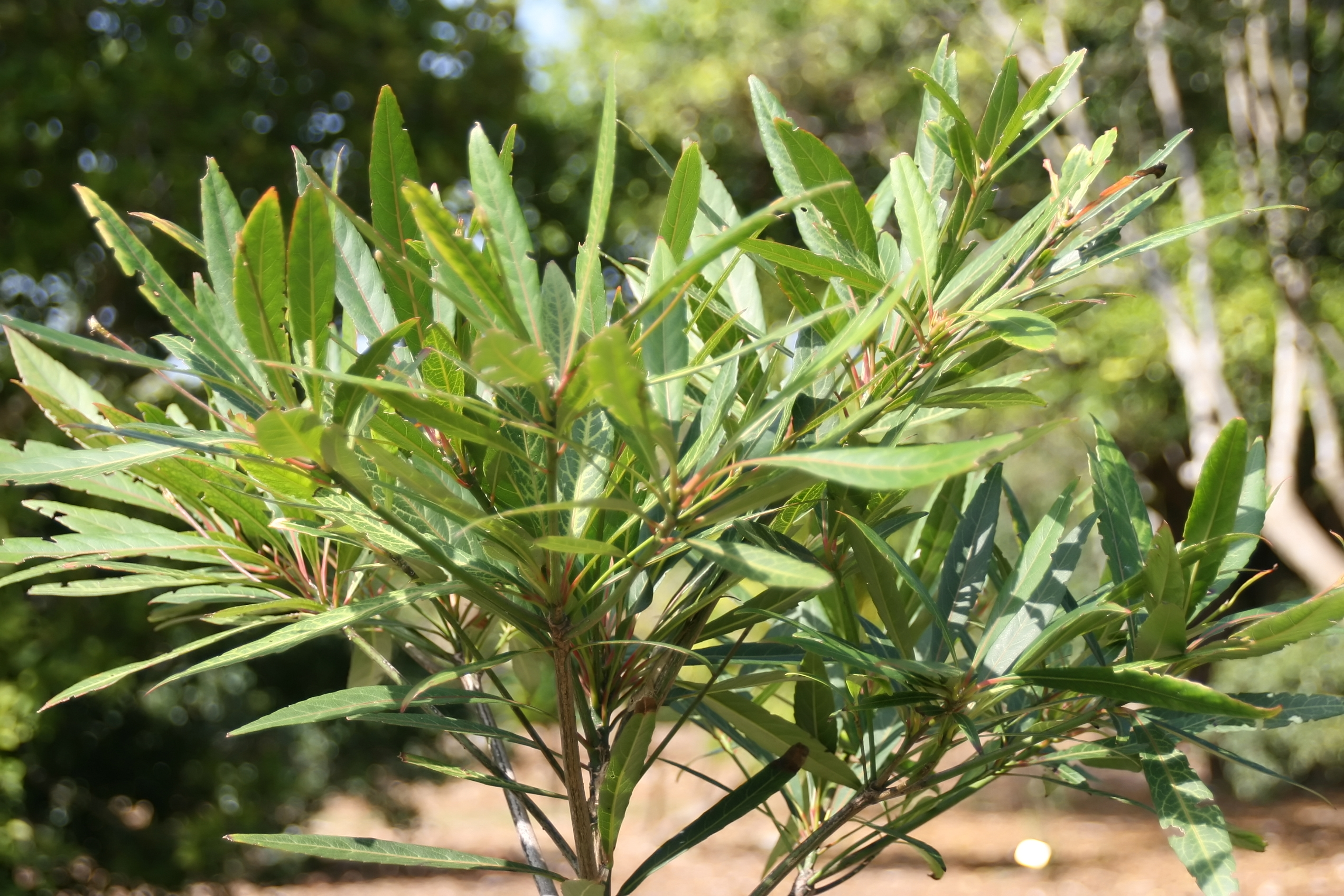
Cà na (ảnh minh họa).

Rừng có diện tích 256,39 ha (2,56 km2), được chỉ định là rừng đặc dụng. Địa hình trũng thấp, thổ nhưỡng là đất chua phèn, kém dinh dưỡng, mức độ chua phèn trung bình, về mặt cơ giới là đất thịt pha sét, hàm lượng mùn trung bình. Về thủy văn, kênh rạch chằng chịt khắp khu rừng ngập nước. Môi trường sinh thái của rừng chịu tác động mạnh của lũ từ sông Mê Kông, qua đó rừng nhận nhiều phù sa bồi đắp, độ pH từ 4,5-5,5. Khu rừng là vùng ngập nước với rừng tràm, trảng cỏ, đầm lầy. Theo chức năng, rừng phân làm 3 phân khu:
- Phân khu bảo vệ nghiêm ngặt: 81,85 ha.
- Phân khu phục hồi sinh thái: 94,06 ha.
- Phân khu dịch vụ-hành chính: 80,48 ha

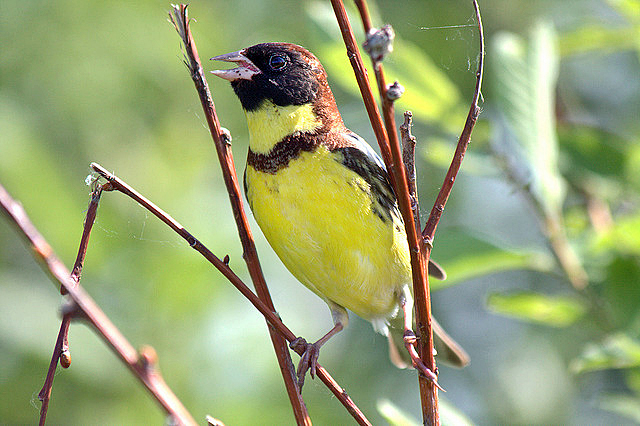
Sẻ đồng ngực vàng-loài quý hiếm tìm thấy ở đây (ảnh minh họa).

Thực vật gồm 7 quần xã ưu thế tràm, sen, súng, năng ống, cỏ ống, mồm móc, sậy. Cây tràm là loài cây thân gỗ nhiều nhất, diện tích tràm trồng là 7,88 ha, tràm tái sinh là 74,14 ha, trảng cỏ ngập nước theo mùa là 169,73 ha, bờ kênh 4,64 ha.
- Thực vật có 154 loài thuộc 122 chi, 52 họ của 2 ngành thực vật bậc cao có mạch là dương xỉ (polypodiophyta hay polypodiopsida) và ngọc lan (magnoliophyta). Trong số các loài có 1 loài là cà na (elaeocarpus hygrophilus) nằm trong Sách đỏ Việt Nam (2007) ở mức "sẽ nguy cấp".[4]
- Động vật có 63 loài chim nước, trong đó có loài chim quý hiếm sẻ đồng ngực vàng (emberiza aureola);[4] 82 loài cá[6] thuộc 26 họ và 9 bộ, cá hô (catlocarpio siamensis) và cá trà sóc (probarbus jullieni) là các loài quý hiếm nằm trong Sách đỏ Việt Nam (2007) và Sách đỏ IUCN (2014).[4]

Khu rừng được phân là Khu A, một khu vực rộng hơn được phân là khu B có diện tích 1400 ha, là thao trường diễn tập quân sự của tỉnh An Giang.

## Lịch sử
Năm 2011, UBND tỉnh An Giang ban hành quyết định phê duyệt đề án du lịch sinh thái, nghỉ dưỡng, giải trí tại rừng tràm Tân Tuyến.
Ngày 6 tháng 11 năm 2018, Thủ tướng Chính phủ Việt Nam ban hành Công văn 1545/TTg-NN xác lập khu rừng tràm Tân Tuyến là khu bảo vệ cảnh quan và bổ sung vào quy hoạch hệ thống rừng đặc dụng Việt Nam.
Ngày 2 tháng 3 năm 2020, UBND tỉnh An Giang ban hành Quyết định 418/QĐ-UBND phê duyệt thành lập Khu bảo vệ cảnh quan rừng tràm Tân Tuyến.
Ngày 30 tháng 12 năm 2022, UBND tỉnh An Giang thống nhất nội dung trình của Sở Nông nghiệp và Phát triển nông thôn An Giang phối hợp với Trung tâm Truyền thông Tài nguyên và môi trường (thuộc Bộ Tài nguyên và môi trường) tổ chức trồng rừng đặc dụng tại rừng tràm Tân Tuyến. Theo đó, các đơn vị sẽ tiến hành trồng 5 ha tràm nội với mật độ 20.000 cây/ha.